# Petr Frydrych
Petr Frydrych (* 13. ledna 1988, Klatovy) je bývalý český atlet, oštěpař a olympionik, závodící za TJ Dukla Praha.

## Sportovní kariéra
Mezi jeho největší úspěchy patří stříbrná medaile z mistrovství Evropy do 22 let z roku 2009.
V roce 2009 se též probojoval do finále mistrovství světa v Berlíně, kde skončil desátý. Ve stejném roce si vytvořil osobní rekord s hodnotou 84,96 metru.
Dne 22. května 2010 na diamantové lize v Šanghaji poprvé v kariéře překonal 85 metrů a výkonem 85,60 m prohrál jen s norským oštěpařem Andreasem Thorkildsenem. O několik dní později 27. května 2010 zvítězil na ostravské Zlaté tretře v novém osobním rekordu 88,23 metru a tímto výkonem se zařadil na druhé místo historických národních tabulek za Jana Železného.
Letních olympijských her se zúčastnil v letech 2012 a 2016.
Největšího úspěchu své kariéry dosáhl na mistrovství světa v Londýně 2017. Ve finále si dokázal posledním pokusem vylepšit osobní rekord na hodnotu 88,32 m. Díky tomuto hodu se umístil na třetí příčce a získal tak svoji první a jedinou medaili z velké akce. Delší pokusy zaznamenali jen Johannes Vetter (89,89 m) a Jakub Vadlejch (89,73 m), který si ve finále rovněž zlepšil osobní maximum.
V roce 2022 Petr Frydrych oficiálně ukončil svoji profesionální sportovní kariéru.

## Úspěchy
| Rok  | Závod                             | Místo                      | Umístění    | Výkon   |
| ---- | --------------------------------- | -------------------------- | ----------- | ------- |
| 2005 | Mistrovství světa do 17 let       | Marrákeš, Maroko           | 11.         | 68,66 m |
| 2006 | Mistrovství světa juniorů         | Peking, Čína               | kvalifikace | 67,84 m |
| 2007 | Mistrovství Evropy juniorů        | Hengelo, Nizozemsko        | 9.          | 68,65 m |
| 2009 | Mistrovství Evropy do 23 let      | Kaunas, Litva              | 2.          | 80,53 m |
| 2009 | Mistrovství světa v atletice 2009 | Berlín, Německo            | 10.         | 79,29 m |
| 2017 | Mistrovství světa v atletice 2017 | Londýn, Spojené království | 3.          | 88,32 m |

## Osobní rekordy
- Hod oštěpem 88,32 m. (Londýn, 2017)